# Klågerupskravallerna
Klågeruppskravallerna (även kallat Bondeupproret 1811) var den sista i en serie sammanstötningar mellan landsbygdsbefolkning och myndigheter i Skåne år 1811, till följd av missnöje med bland annat utskrivningar av militärt manskap. En bondeskara som förskansat sig i Klågerup och vägrat skingra sig, angreps av militär trupp 15 juni 1811 med ett trettiotal dödsoffer som följd.

## Bakgrund

### Jordbruksreformer
I början av 1800-talet var det svenska samhället statt i förvandling. Bland de företeelser som vållade mest oro bland landsbygdsbefolkningen märktes enskiftet och de utskrivningar som den dåvarande kronprins Karl Johan lät genomföra. 15 000 man från Skåne skulle på detta sätt försvara Sverige mot den engelska flottan. Ett utbrett missnöje med ekonomiska pålagor för konflikten med Danmark-Norge (Napoleonkrigen och fälttåget mot Norge) och England bidrog också till missnöjet.
År 1803 utfärdades en enskiftesstadga för Skåne och fyra år senare för hela riket. Reformen, vilken syftade till att förbättra jordbrukets lönsamhet, bidrog till att byar där gårdarna hittills legat samlade nu delades upp och gårdarna flyttades isär. Nya boningslängor och uthus fick byggas och den tidigare bygemenskapen, vilket upplevts som en trygghet, förändrades markant.

### Utskrivning och lottning
Efter avsättandet av kung Gustav IV Adolf och riksdagsreformen 1809 valdes Karl XIII till ny kung. Landet regerades dock i praktiken av Karl (XIV) Johan som valts till kronprins 1810. Den nya riksdagen beslutade om förstärkning av armén efter förlusterna i kriget mot Ryssland, då Sverige förlorade Finland. En önskan om att ingripa i de pågående Napoleonkrigen och på detta sätt vara med när det framtida Europas gränser skulle dras upp var en drivkraft. En ledamot av riksdagen föreslog allmän värnplikt, men istället fick kungen rätt att ta ut 50 000 man som förstärkning av armén. Detta förstärkningsmanskap skulle tas ut dels på frivillig väg, dels genom lejning och, om detta inte gick, genom lottning. Varje stad eller socken fick sig tilldelat ett visst numerär som måste fyllas. Bondeståndet reserverade sig mot detta beslut men röstades ned.
Den som uttogs genom lottning hade rätt att leja annan man för sig. I städerna fanns tillräckligt med frivilliga som lät sig lejas, men på landsbygden var det däremot i praktiken omöjligt att leja en ersättare om man blev uttagen genom lottning, på grund av att vissa bönder var rusthållare. Rusthållarna hade i uppgift att förse kronan med soldater och kunde i regel lägga beslag på alla som var villiga till krigstjänst innan de som blivit uttagna genom lottning hade en chans att leja någon. De flesta landsbygdsbor som riskerade att lottas ut hade heller ingen rösträtt på de sockenstämmor där beslut om lejning eller lottning skulle tas. Den maktlöshet som många kände var en bidragande orsak till det växande missnöjet.
Det som gjorde situationen extra betungande var att det 1808, när Ryssland angrep Finland med Napoleons samtycke och Danmark-Norge förklarade krig mot Sverige, hade skrivits ut ett lantvärn med 30 000 soldater. Lantvärnet var emellertid dåligt organiserat och ledarskapet bristfälligt: upp till en femtedel av manskapet dog på grund av dåliga hygieniska förhållanden, osund inkvartering och dåliga kläder. Knappast någon kom att delta i strid. Den blivande kungen Karl XIV Johan menade att denna misskötsel skaffade de styrande en fiende i varje stuga, både de där sonen eller drängen kom levande tillbaka, men märkt av hunger och köld istället dog och spred "lantvärnsjukan" tyfus, men också i de stugor där de utskrivna aldrig kom hem igen, men där vetskapen nådde fram om misskötseln som orsakat sonens eller drängens död. I Skåne hade 2 600 man skrivits ut till ett skånskt lantvärn som ställts under befäl av generalguvernör Johan Christopher Toll.

## Mobilisering bland bönderna

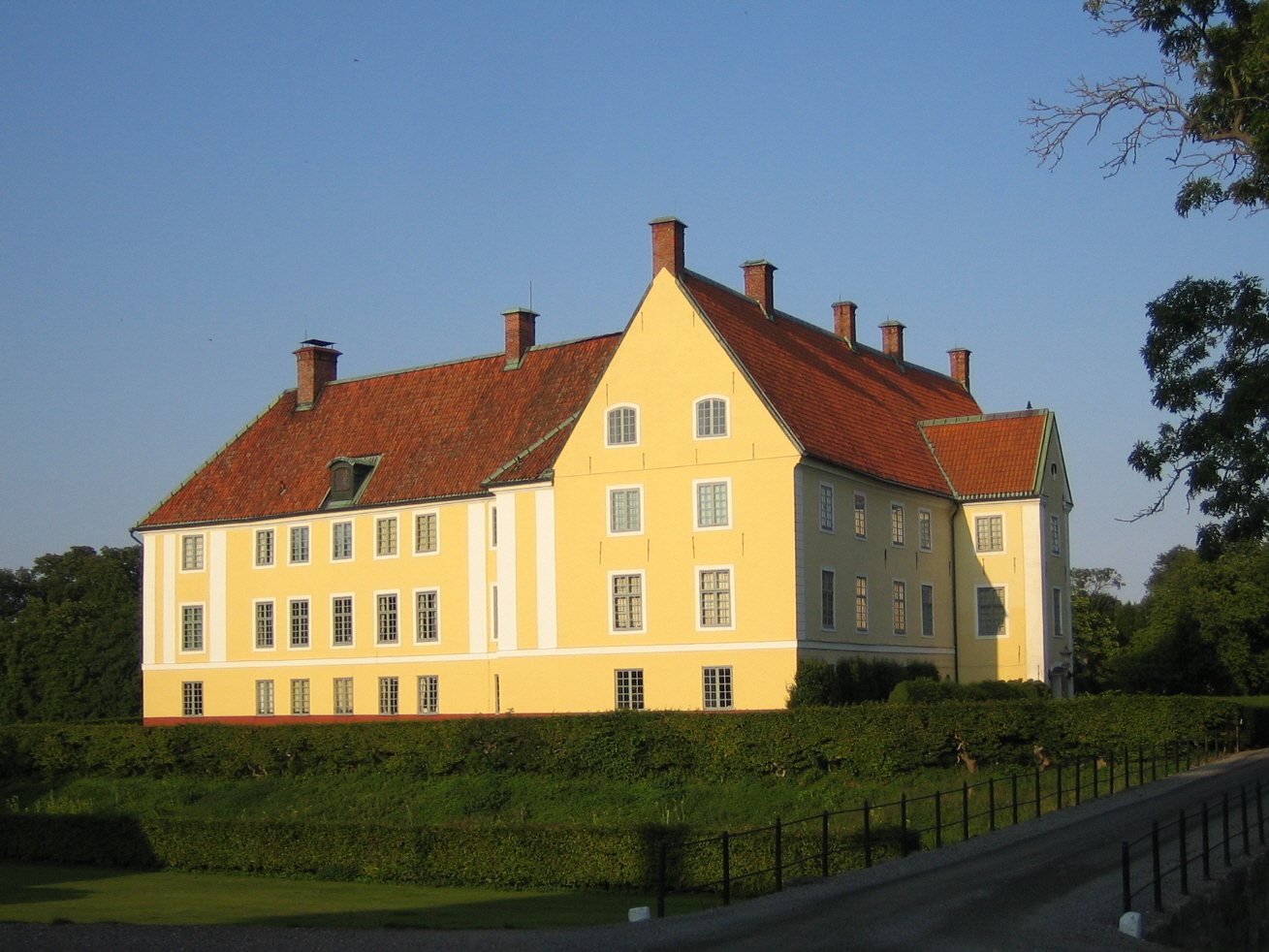
Krageholms slott.

När myndigheterna våren 1811 påbjöd att 15 000 man förstärkningsmanskap skulle tas ut, vållade detta därför stor oro bland bönderna. Oron förstärktes av att myndigheterna valde att ta ut förstärkningsmanskapet före en extra rotering av soldater från större jordägare, anskaffade av jordägarna genom lejning. Detta gjorde att förstärkningsmanskapet skulle tas ut genom lottning, något som inte skulle slå väl ut. Oron växte särskilt i landskap med stora jordegendomar som Södermanland och Skåne, där den extra roteringen inte togs ut först. I Skåne tillkom problemet att landshövdingen Gustav Fredrik von Rosen inte förhandlade med utsända från socknarna i syfte att undvika lottningsförfarandet.
Den 23 maj 1811 inleddes protesterna då man vid sockenstämman i Sövde vägrade utse någon deputerad för att skicka till landshövdingens möte. Andra socknar runtomkring och särskilt söderut följde efter. Istället beslöt man att alla lottningsskyldiga skulle sluta upp vid landshövdingens besök i Ystad. Bud gick mellan socknarna och på så sätt förvarnades alla unga män då utskrivningarna skulle ske och då möte med de deputerade skulle hållas. Den 26 maj gick lantarbetarna på Krageholm, Högesta och Baldringe i strejk.

## Allmänt uppror

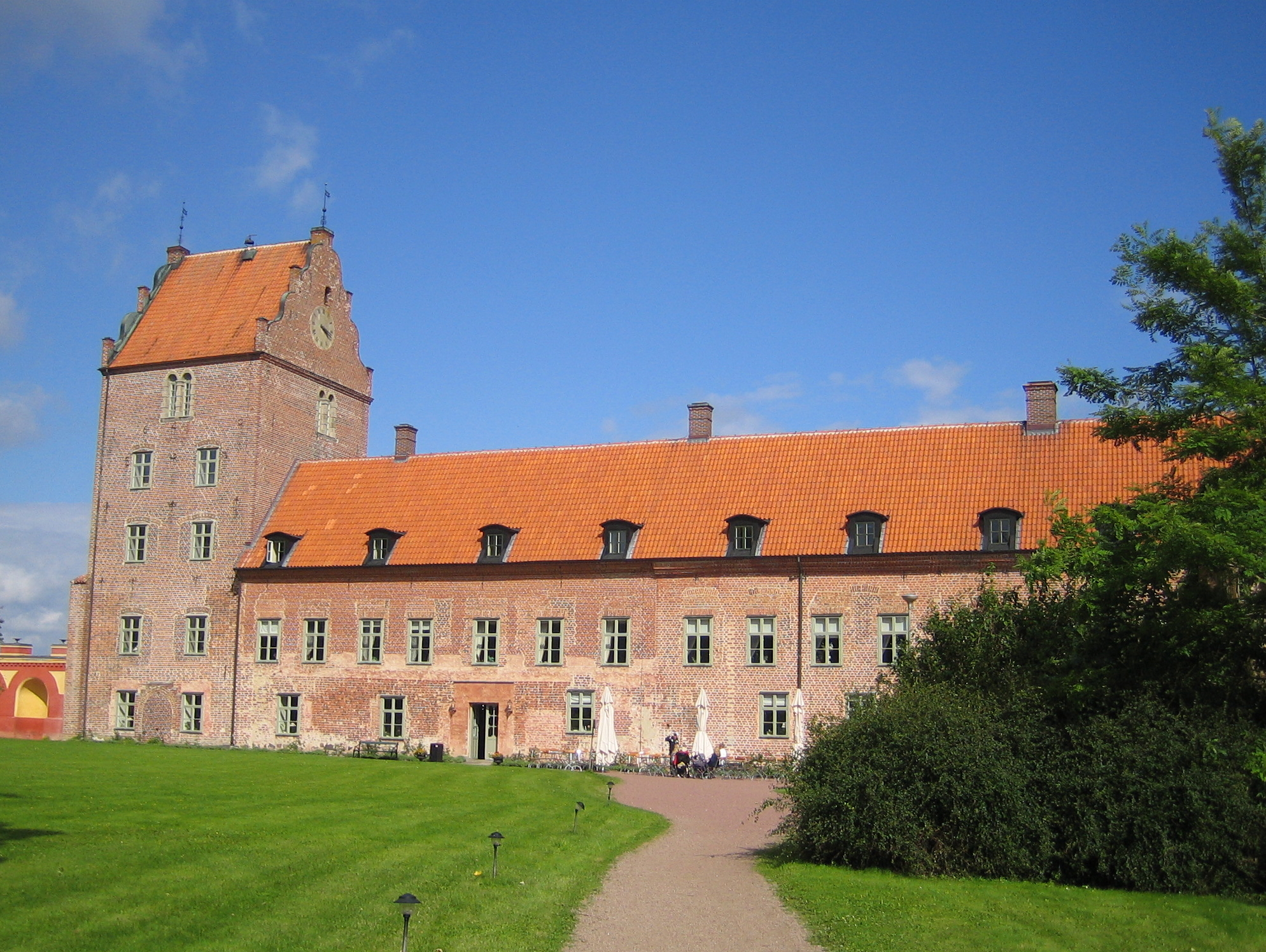
Bäckaskogs slott.

Oron spred sig alltmer. Vid sockenstämman 2 juni i Slimminge uppmanade drängen Per Ottasson  alla bönder att möta upp vid mötet i Ystad, annars blev det fem riksdaler i böter. Därefter drog skaran iväg och utökades under marschen. Landshövdingen hotade före resan till Ystad att trupp skulle skjuta skarpt om uppbåden kom till Ystad. En utskickad ryttmästare lyckades lugna de antågande och få dem att vända om.
Protesterna fortsatte dock. Den 6 juni rapporterade landshövdingen till generalguvernören Toll som var kvar på sitt högkvarter på Bäckaskogs slott i nordöstra Skåne att "knappt var tionde socken lär vara fri från något uppträde". I Helsingborg hade femhundra bönder samlats nära staden för att komma till tals med landshövdingen som var på väg till ett möte med deputerade. Några dagar tidigare hade lottningskyldiga från nio socknar haft möte på Allerums fälad och i Väsby hade tre sockenstämmor hållits och inte lyckats utse någon deputerad. Då det var belagt med vite att inte utse en deputerad hade till slut den ansedde Ola Persson blivit utsedd.
Trots bönder vägrade landshövdingen att ta emot andra än de deputerade. Vid mötet 10 juni framlämnade Ola Persson i Esperöd en protestskrivelse, fordrade uppläsning av denna och att den skulle tas till protokollet.
Landshövding von Rosen avfärdade emellertid skrivelsen. Professor Rosensköld  satte sig i samtal med bönderna och fick veta att deras enda önskemål var att få tala med landshövdingen och erbjuda sig att likt Gotlands allmoge lära sig exercis, att själva kläda och föda sig mot villkor att de slapp strida utomlands och att den sedvanliga roteringen skulle inkallas först. Enligt Rosensköld var det öde som drabbade lantvärnet det som oroade bönderna mest. Större delen av bondedelegationen återvände hem, men en mindre del blev kvar och krävde att få ta med sig Ola Persson hem. Landshövding von Rosen lät istället häkta Persson och husarer avvisade de kvarvarande.

### Plundringar och oroligheter
Böndernas svar på myndigheternas bemötande kom den 13 juni. Oroligheterna började ta fart i södra Skåne. Denna dag plundrades godset Svaneholm där Rutger Maclean genomfört enskiftet. Ett femtiotal män försedda med liar, tjugor och långa hökrokar tågade mot Svaneholm och intog borggården. I Everlöv samlades hundra drängar, vid Simontorp, Rydsgård, Svenstorp, Näsbyholms slott, Brodda, Torup, Häckeberga, Hyby, Gärdslöv och Klågerup samlades bönder i tusental. Upploppen var begränsade till trakter där herrgårdarna dominerade. På flera ställen blev anställda vid godsen svårt misshandlade.
Upproret slogs ned av överste Carl Gustaf von Platen som tidigare deltagit i kriget i Pommern, där han som brigadchef lyckats slå tillbaka en fransk styrka. Han var kritisk mot sina överordnade och besluten om uttagningen till krigstjänst,[källa behövs] men samtidigt lydde han order och skingrade uppbådet. Några bönder arresterades och ställdes inför rätta. Mobiliseringen bland bönderna fortsatte emellertid i sydvästra Skåne.

## Slutet

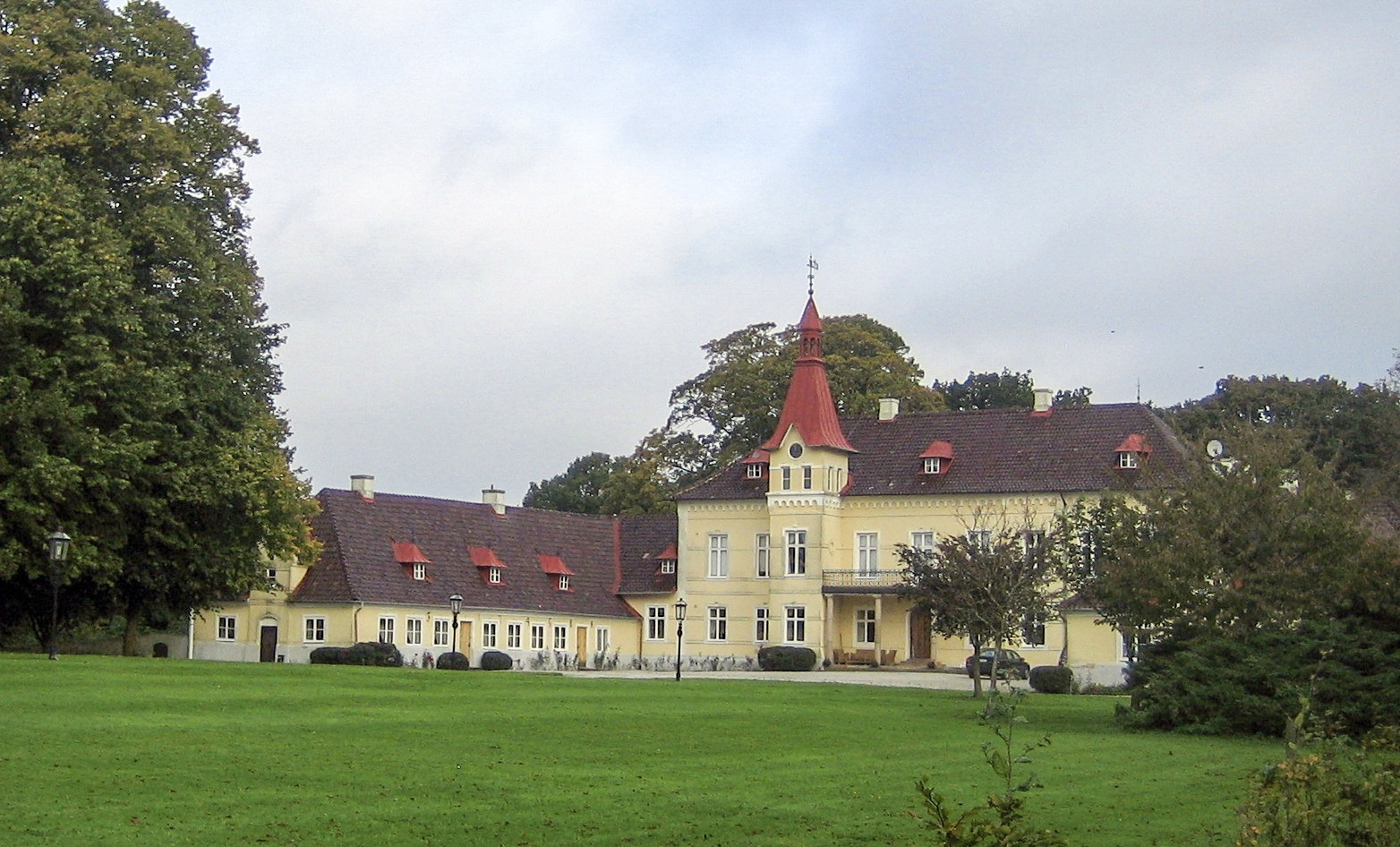
Klågerups slott.

I Torup samlades 1500 man. De församlade sände representanter till landshövding von Rosen, men istället för att ta emot dem lät von Rosen häkta de utsända och meddelade genom militären att uppbådet skulle få svar dagen efter. Bondeskaran begav sig då till Klågerups sätesgård där de förskansade sig i ladugården beväpnade med hötjugor och liar, några med bössor.
Från Malmö anlände generalmajor Hampus Mörner med en styrka på 150 man och två kanoner. Bönderna ställde kravet att godsägarna, prästerna och storbönderna också skulle bidra till försvaret, men någon dialog kom inte till stånd. När soldaterna anlände flydde en del bönder. När Mörner ställde upp sin styrka framför gården den 15 juni fanns det ca 800 man kvar. Överste Ridderstolpe försökte förhandla och lät meddela att om man skingrade sig skulle myndigheterna inte vidta några åtgärder. Kraven avvisades och trupperna gick i ställning. Ett skott hördes från gården och militären svarade då med att öppna eld. Ett trettiotal bönder omkom.

## Rättsligt efterspel
De närmare 200 som tillfångatagits vid slaget vid Klågerup fängslades på Malmöhus. De behandlades brutalt och professor Rosensköld försökte förgäves få till förbättringar genom utskrivningar av medicin och att skänka 20 riksdaler, något som emellertid avvisades av myndigheterna. Flera avled i fängelset.
Vid alla berörda häradsrätter utlystes urtima ting och domstolarna kallade så många som 300-400 personer till förhör innan man avkunnade dom och utmätte hårda straff. Hovrättens hårdaste dom gick ut på att 20 skulle halshuggas. När Högsta domstolen blev klar med sitt beslut i december, gick man skonsammare fram än underrätterna. Tre personer dömdes till döden, 24 dömdes till spöstraff, 27 till fästningsstraff på längre eller kortare tid samt 74 dömdes till fängelse.